# Jonathan Clarke
Jonathan Clarke (Melbourne, 18 december 1984) is een Australisch wielrenner die anno 2023 rijdt voor Miami Nights.

## Overwinningen
2007
1e etappe Jayco Bay Classic
2019
2e etappe Ronde van Taiwan
Eindklassement Ronde van Taiwan
2022
1e etappe Joe Martin Stage Race
Eindklassement Joe Martin Stage Race

## Resultaten in voornaamste wedstrijden
| Jaar | Waalse Pijl |
| ---- | ----------- |
| 2014 | opgave      |

## Ploegen
- 2005 –  Navigators Insurance Cycling Team (stagiair vanaf 30-8)
- 2006 –  SouthAustralia.com-AIS
- 2007 –  SouthAustralia.com-AIS (tot 30-6)
- 2007 –  Colavita/Sutter Home Presented by Cooking Light (vanaf 1-7)
- 2008 –  Toyota-United Pro Cycling Team
- 2009 –  Jelly Belly Cycling Team
- 2010 –  UnitedHealthcare presented by Maxxis
- 2011 –  UnitedHealthcare Pro Cycling
- 2012 –  UnitedHealthcare Pro Cycling Team
- 2013 –  UnitedHealthcare Pro Cycling Team
- 2014 –  UnitedHealthcare Professional Cycling Team
- 2015 –  UnitedHealthcare Professional Cycling Team
- 2016 –  UnitedHealthcare Professional Cycling Team
- 2017 –  UnitedHealthcare Professional Cycling Team
- 2018 –  UnitedHealthcare Professional Cycling Team
- 2019 –  Floyd's Pro Cycling
- 2020 –  Team Skyline
- 2021 –  Wildlife Generation Pro Cycling
- 2022 –  Wildlife Generation Pro Cycling
- 2023 –  Miami Nights

J.Clarke · S.Clarke · Dawson · Finning · Ford · Goss · Higgerson · Hutchinson · Lloyd · McConnell · Meadley · Olman · Sulzberger · Wooldridge
Bates · J.Clarke · S.Clarke · Dawson · Dempster · Finning · M.Ford · W.Ford · Higgerson · Jamieson · Lewis · McConnell · Meyer · Norris · Olman · Sanderson · Sulzberger · Walker · Wooldridge
Acevedo · Alzate · Cataford · Clarke · Eaton · Haedo · Hegyvary · Henderson · Jaramillo · Jones · Keough · Mannion · McCabe · Norris · Putt · Summerhill
Acevedo · Alzate · Cataford · Clarke · Eaton · Haedo · Hegyvary · Jaramillo · Keough · Mannion · Marcotte · McCabe · Norris · Putt · Țvetcov · Velázquez